# كوتا هوشي
كوتا هوشي (باليابانية: 星 広太) (27 يوليو 1992 في كاناغاوا في اليابان – )؛ هو لاعب كرة قدم ياباني سابق كان يلعب كلاعب وسط.

## وصلات خارجية
- كوتا هوشي على موقع رابطة كرة القدم اليابانية للمحترفين (اليابانية)
- كوتا هوشي على موقع قاعدة بيانات كرة القدم.إي يو (الإنجليزية)
- كوتا هوشي على موقع Soccerway.com (الإنجليزية)
- كوتا هوشي على موقع عالم كرة القدم.نت (الإنجليزية)